# Andrzej Dziurawiec
Andrzej Dziurawiec (ur. 29 listopada 1953 w Warszawie) – polski scenarzysta filmowy i pisarz.

## Życiorys
Andrzej Dziurawiec jest absolwentem Wydziału Prawa Uniwersytetu Warszawskiego (1976) i PWSTFiTv w Łodzi (1978 – Wyższe Studium Zawodowe Organizacji Produkcji Filmowej i Telewizyjnej PWSFTviT, 1982 – Studium Scenariuszowe PWSFTviT). Jest autorem scenariuszy do filmów, m.in.: Karate po polsku, Zakład, dramatów Czarny Punkt, Trumna nie lubi stać pusta. Jest laureatem pierwszej edycji polskiej konkursu Hartlley – Merill za scenariusz Judasz ze Lwowa (Dialog 7/1995).
Andrzej Dziurawiec pisze wiersze, opowiadania i reportaże literackie, publikowane m.in. w: „Poezji”, „Nowym Wyrazie”, „Kulturze”, „Życiu” i „Frankfurter Allgemeine Zeitung”. Jest autorem cyklu opowiadań Późny Gomułka wczesny Gierek (Prószyński 2009), thrillera kryminalnego Bastard (W.A.B. 2013) i jego kontynuacji Festiwal.